# Territoriale indeling van Piauí

Piauí

De Braziliaanse deelstaat Piauí is ingedeeld in 4 mesoregio's, 15 microregio's en 223 gemeenten.

## Centro-Norte Piauiense (mesoregio)
4 microregio's, 63 gemeenten

### Campo Maior (microregio)
19 gemeenten:
Alto Longá -
Assunção do Piauí -
Boqueirão do Piauí -
Buriti dos Montes -
Campo Maior -
Capitão de Campos -
Castelo do Piauí -
Cocal de Telha -
Domingos Mourão -
Jatobá do Piauí -
Juazeiro do Piauí -
Lagoa de São Francisco -
Milton Brandão -
Nossa Senhora de Nazaré -
Novo Santo Antônio -
Pedro II -
São João da Serra -
São Miguel do Tapuio -
Sigefredo Pacheco

### Médio Parnaíba Piauiense (microregio)
17 gemeenten:
Agricolândia -
Água Branca -
Amarante -
Angical do Piauí -
Arraial -
Barro Duro -
Francisco Ayres -
Hugo Napoleão -
Jardim do Mulato -
Lagoinha do Piauí -
Olho d'Água do Piauí -
Palmeirais -
Passagem Franca do Piauí -
Regeneração -
Santo Antônio dos Milagres -
São Gonçalo do Piauí -
São Pedro do Piauí

### Teresina (microregio)
13 gemeenten:
Altos -
Beneditinos -
Coivaras -
Curralinhos -
Demerval Lobão -
José de Freitas -
Lagoa Alegre -
Lagoa do Piauí -
Miguel Leão -
Monsenhor Gil -
Pau-d'Arco do Piauí -
Teresina -
União

### Valença do Piauí (microregio)
14 gemeenten:
Aroazes -
Barra d'Alcântara -
Elesbão Veloso -
Francinópolis -
Inhuma -
Lagoa do Sítio -
Novo Oriente do Piauí -
Pimenteiras -
Prata do Piauí -
Santa Cruz dos Milagres -
São Félix do Piauí -
São Miguel da Baixa Grande -
Várzea Grande -
Valença do Piauí

## Norte Piauiense (mesoregio)
2 microregio's, 32 gemeenten

### Baixo Parnaíba Piauiense (microregio)
18 gemeenten:
Barras -
Batalha -
Boa Hora -
Brasileira -
Cabeceiras do Piauí -
Campo Largo do Piauí -
Esperantina -
Joaquim Pires -
Joca Marques -
Luzilândia -
Madeiro -
Matias Olímpio -
Miguel Alves -
Morro do Chapéu do Piauí -
Nossa Senhora dos Remédios -
Piripiri -
Porto -
São João do Arraial

### Litoral Piauiense (microregio)
14 gemeenten:
Bom Princípio do Piauí -
Buriti dos Lopes -
Cajueiro da Praia -
Caraúbas do Piauí -
Caxingó -
Cocal -
Cocal dos Alves -
Ilha Grande -
Luís Correia -
Murici dos Portelas -
Parnaíba -
Piracuruca -
São João da Fronteira -
São José do Divino

## Sudeste Piauiense (mesoregio)
3 microregio's, 66 gemeenten

### Alto Médio Canindé (microregio)
42 gemeenten:
Acauã -
Bela Vista do Piauí -
Belém do Piauí -
Betânia do Piauí -
Caldeirão Grande do Piauí -
Campinas do Piauí -
Campo Alegre do Fidalgo -
Campo Grande do Piauí -
Capitão Gervásio Oliveira -
Caridade do Piauí -
Conceição do Canindé -
Curral Novo do Piauí -
Floresta do Piauí -
Francisco Macedo -
Fronteiras -
Isaías Coelho -
Itainópolis -
Jacobina do Piauí -
Jaicós -
João Costa -
Lagoa do Barro do Piauí -
Marcolândia -
Massapê do Piauí -
Nova Santa Rita -
Padre Marcos -
Paes Landim -
Patos do Piauí -
Paulistana -
Pedro Laurentino -
Queimada Nova -
Ribeira do Piauí -
Santo Inácio do Piauí -
São Francisco de Assis do Piauí -
São João do Piauí -
São Julião -
Simplício Mendes -
Simões -
Socorro do Piauí -
Sussuapara -
Vera Mendes -
Vila Nova do Piauí

### Picos (microregio)
18 gemeenten:
Bocaina -
Cajazeiras do Piauí -
Colônia do Piauí -
Dom Expedito Lopes -
Geminiano -
Ipiranga do Piauí -
Oeiras -
Paquetá -
Picos -
Santa Cruz do Piauí -
Santa Rosa do Piauí -
Santana do Piauí -
São João da Canabrava -
São João da Varjota -
São Luis do Piauí -
São José do Piauí -
Tanque do Piauí -
Wall Ferraz

### Pio IX (microregio)
6 gemeenten:
Alagoinha do Piauí -
Alegrete do Piauí -
Francisco Santos -
Monsenhor Hipólito -
Pio IX -
Santo Antônio de Lisboa

## Sudoeste Piauiense (mesoregio)
6 microregio's, 62 gemeenten

### Alto Médio Gurguéia (microregio)
11 gemeenten:
Alvorada do Gurguéia -
Barreiras do Piauí -
Bom Jesus -
Cristino Castro -
Currais -
Gilbués -
Monte Alegre do Piauí -
Palmeira do Piauí -
Redenção do Gurguéia -
São Gonçalo do Gurguéia -
Santa Luz

### Alto Parnaíba Piauiense (microregio)
4 gemeenten:
Baixa Grande do Ribeiro -
Ribeiro Gonçalves -
Santa Filomena -
Uruçuí

### Bertolínia (microregio)
9 gemeenten:
Antônio Almeida -
Bertolínia -
Colônia do Gurguéia -
Eliseu Martins -
Landri Sales -
Manoel Emídio -
Marcos Parente -
Porto Alegre do Piauí -
Sebastião Leal

### Chapadas do Extremo Sul Piauiense (microregio)
11 gemeenten:
Avelino Lopes -
Corrente -
Cristalândia do Piauí -
Curimatá -
Júlio Borges -
Morro Cabeça no Tempo -
Parnaguá -
Riacho Frio -
Sebastião Barros -
Tamboril do Piauí -
Várzea Branca

### Floriano (microregio)
12 gemeenten:
Canavieira -
Flores do Piauí -
Floriano -
Guadalupe -
Itaueira -
Jerumenha -
Nazaré do Piauí -
Pavussu -
Rio Grande do Piauí -
São Francisco do Piauí -
São José do Peixe -
São Miguel do Fidalgo

### São Raimundo Nonato (microregio)
15 gemeenten:
Anísio de Abreu -
Bonfim do Piauí -
Brejo do Piauí -
Canto do Buriti -
Caracol -
Coronel José Dias -
Dirceu Arcoverde -
Dom Inocêncio -
Fartura do Piauí -
Guaribas -
Jurema -
Pajeú do Piauí -
São Braz do Piauí -
São Lourenço do Piauí -
São Raimundo Nonato
Acre · Alagoas · Amapá · Amazonas · Bahia · Ceará · Espírito Santo · Federaal District · Goiás · Maranhão · Mato Grosso · Mato Grosso do Sul · Minas Gerais · Pará · Paraíba · Paraná · Pernambuco · Piauí · Rio de Janeiro · Rio Grande do Norte · Rio Grande do Sul · Rondônia · Roraima · Santa Catarina · São Paulo · Sergipe · Tocantins